# Tribunal Marítimo (Portugal)
O Tribunal Marítimo é um tribunal judicial de primeira instância, do sistema judiciário de Portugal, sediado em Lisboa, com competência especializada na aplicação do direito marítimo. Constitui um tribunal de competência territorial alargada, com jurisdição sobre os departamentos marítimos do Norte, do Centro e do Sul. Antes de 2013, designava-se Tribunal Marítimo de Lisboa.

## História
O então Tribunal Marítimo de Lisboa foi criado em 1987, no âmbito de uma reforma que previa a criação de cinco tribunais marítimos, localizados nas sedes de cada um dos departamentos marítimos de Portugal. Estava prevista a criação dos seguintes tribunais: 
- Tribunal Marítimo de Leixões (Departamento Marítimo do Norte)
- Tribunal Marítimo de Lisboa (Departamento Marítimo do Centro)
- Tribunal Marítimo de Faro (Departamento Marítimo do Sul)
- Tribunal Marítimo do Funchal (Departamento Marítimo da Madeira)
- Tribunal Marítimo de Ponta Delgada (Departamento Marítimo dos Açores).

Sucede que apenas foi instalado o Tribunal Marítimo de Lisboa, prevendo a lei que, até à instalação dos restantes, as competências destes pertenciam aos tribunais de comarca da área respetiva. Em 1999, uma nova lei determinou que, até à instalação dos tribunais marítimos de Leixões e de Faro, as respetivas competências passavam a ser exercidas pelo Tribunal Marítimo de Lisboa.
Com a Reforma do Mapa Judiciário de 2013 deixou de estar prevista a criação de novos tribunais marítimos, passando o Tribunal Marítimo de Lisboa a ter a designação de "Tribunal Marítimo". O Tribunal Marítimo passou a ser classificado como tribunal judicial de primeira instância de competência territorial alargada (competência sobre mais de uma comarca), com jurisdição sobre os departamentos marítimos do Norte, do Centro e do Sul. Nos departamentos marítimos da Madeira e dos Açores, a competência pertence aos respetivos tribunais de comarca.
O Tribunal Marítimo está atualmente instalado no Campus de Justiça de Lisboa.

## Competência
O Tribunal Marítimo tem uma competência especializada nas matérias relacionadas com o direito comercial marítimo. Compete-lhe nomeadamente conhecer as questões relativas a:
1. Indemnizações devidas por danos causados ou sofridos por navios, embarcações e outros engenhos flutuantes, ou resultantes da sua utilização marítima, nos termos gerais de direito;
2. Contratos de construção, reparação, compra e venda de navios, embarcações e outros engenhos flutuantes, desde que destinados ao uso marítimo;
3. Contratos de transporte por via marítima ou contrato de transporte combinado ou multimodal;
4. Contratos de transporte por via fluvial ou por canais, nos limites do quadro n.º 1 anexo ao Regulamento Geral das Capitanias (decreto-lei 265/72, de 31 de julho);
5. Contratos de utilização marítima de navios, embarcações e outros engenhos flutuantes, designadamente os de fretamento e os de locação financeira;
6. Contratos de seguro de navios, embarcações, outros engenhos flutuantes]] destinados ao uso marítimo e suas cargas;
7. Hipotecas e privilégios sobre navios e embarcações, bem como quaisquer garantias reais sobre engenhos flutuantes e suas cargas;
8. Processos especiais relativos a navios, embarcações, outros engenhos flutuantes e suas cargas;
9. Procedimentos cautelares sobre navios, embarcações e outros engenhos flutuantes, respetiva carga e bancas e outros valores pertinentes aos navios, embarcações e outros engenhos flutuantes, bem como solicitação preliminar à capitania para suster a saída das coisas que constituam objeto de tais procedimentos;
10. Avarias comuns ou avarias particulares, incluindo as que digam respeito a outros engenhos flutuantes destinados ao uso marítimo;
11. Assistência e salvação marítimas;
12. Contratos de reboque e contratos de pilotagem;
13. Remoção de destroços;
14. Responsabilidade civil emergente de poluição do mar e outras águas sob a sua jurisdição;
15. Utilização, perda, achado ou apropriação de aparelhos ou artes de pesca ou de apanhar mariscos, moluscos e plantas marinhas, ferros, aprestos, armas, provisões e mais objetos destinados à navegação ou à pesca, bem como danos produzidos ou sofridos pelo mesmo material;
16. Danos causados nos bens do domínio público marítimo;
17. Propriedade e posse de arrojos e de coisas provenientes ou resultantes das águas do mar ou restos existentes, que jazam nos respetivos solo ou subsolo ou que provenham ou existam nas águas interiores, se concorrer interesse marítimo;
18. Presas;
19. Todas as questões em geral sobre matérias de direito comercial marítimo;
20. Recursos das decisões do capitão do porto proferidas em processo de contraordenação marítima.[1]